# Benedetto Ubaldi
Benedetto Ubaldi (Perugia, 1588 - Perugia, 18 de janeiro de 1644) foi um cardeal do século XVII

## Biografia
Nasceu em Gênova em 1588, Perúgia. Filho de Mario Monaldi e Zenobia Ubaldi. De família nobre. Sob seu pai, a casa Monaldi herdou o nome e o título da família Ubaldi e obteve, ca. 1635, o marquesado de Migliano. Seu sobrenome também está listado como Monaldi Baldeschi e Baldeschi. Sobrinho de Monsenhor Francesco Baldeschi, auditor da Sagrada Rota Romana. Irmão de Orazio Monaldi, bispo de Gubbio e Perugia.
Estudou no Seminário de Perugia; no Colégio S. Bernardo , Perugia; letras estudadas; obteve um doutorado na Universidade de Perugia em 1611..
Foi para Avignon por dois anos com seu tio Monsenhor Francesco. Retornou a Perugia e obteve um doutorado. Foi para Roma chamado por seu tio e exerceu a advocacia. Sucedeu a seu tio como auditor da Sagrada Rota Romana, em 2 de dezembro de 1626. Auditor e datário do cardeal Antonio Barberini, legado na Lombardia em 1628; e em Urbino em 1631. Abade commendatario de S. Bevignate, perto de Perugia..
Recebeu a tonsura clerical. (Não foram encontradas mais informações)..
Criado cardeal diácono no consistório de 28 de novembro de 1633; recebeu o gorro vermelho e a diaconia de Ss. Vito e Modesto, 9 de janeiro de 1634. Legado em Bolonha, fevereiro de 1634 até 1637..
Eleito bispo de Perugia, 2 de abril ( al . 3) de 1634. Consagrado, domingo, 23 de abril de 1634, capela Sistina, Roma, pelo cardeal Antonio Barberini, sênior , OFMCap., auxiliado por Fausto Poli, arcebispo titular de Amasia, e por Ceslo Zani, ex-bispo de Città della Pieve. Renunciou ao governo da diocese antes de 14 de dezembro de 1643..
Morreu em Perugia em 18 de janeiro de 1644. Sepultado na Igreja Servita de S. Maria Nuova, Perugia.